# Murist
Murist es una población y antigua comuna suiza del cantón de Friburgo, situada en el distrito de Broye. El uno de enero de 2017 se unió a 6 otras comunas formando la comuna de Estavayer.

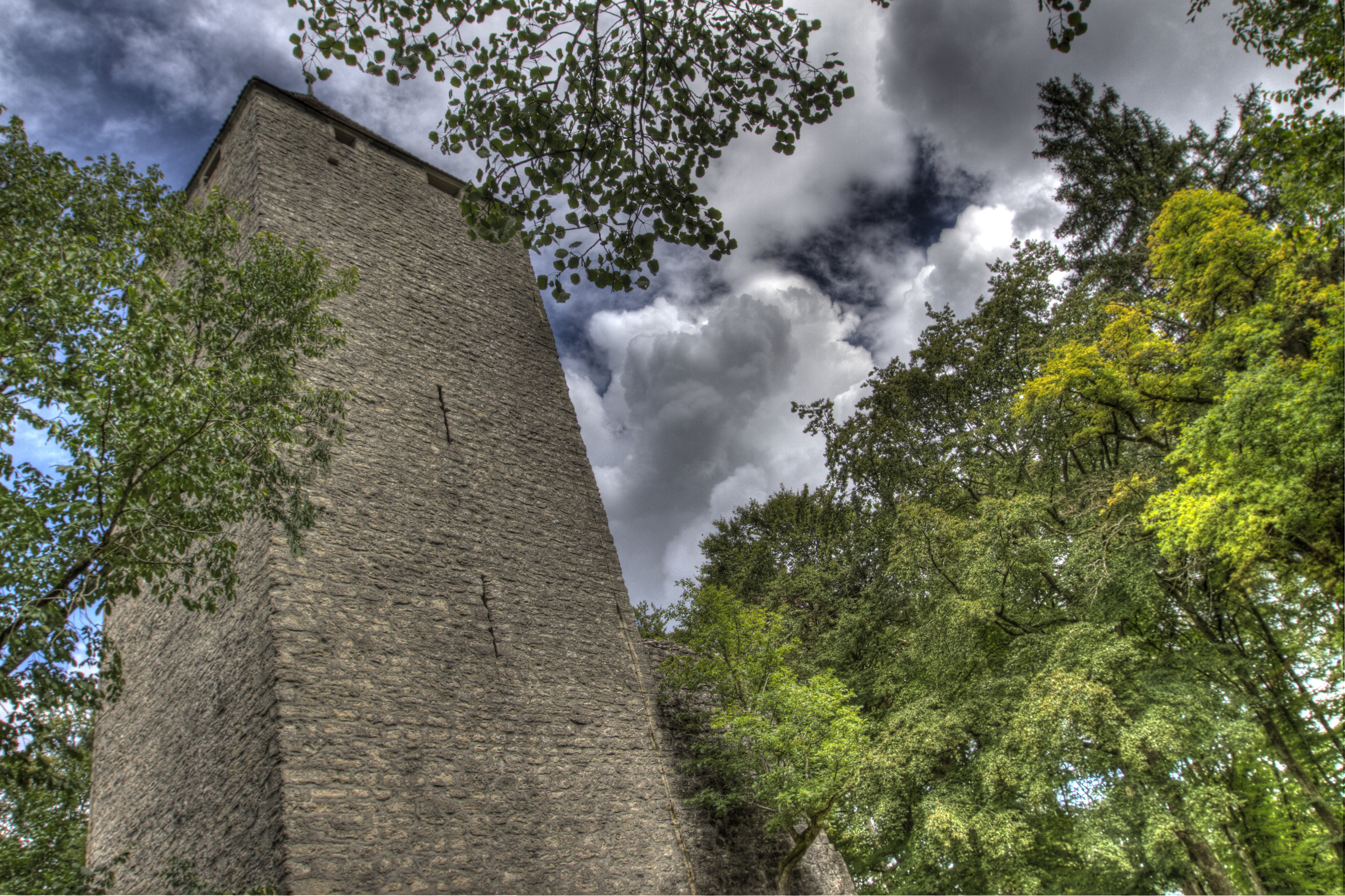
Torre de La Molière.